# Platalea minor
La spatola minore o spatola dalla maschera nera (Platalea minor Temminck & Schlegel, 1849) è un uccello della famiglia dei Treschiornitidi.
Ha l'areale meno esteso di tutte le spatole, ed è l'unica a essere considerata come specie minacciata.

## Distribuzione e habitat
Confinata alle regioni costiere dell'Asia orientale, sembra che fosse comune, un tempo, in tutta la sua area di diffusione. Attualmente la spatola sembra nidificare solamente in alcune piccole isole rocciose al largo della Corea del Nord, nonostante esistano tre luoghi dove si ritira a svernare, a Hong Kong, a Taiwan e nel Vietnam, oltre a qualche altra località dove la si è osservata durante la migrazione.

## Conservazione
La popolazione mondiale di questa specie, basata sui censimenti invernali effettuati nel 1988-1990 in tutti i siti conosciuti, è stimata essere di 288 individui. La popolazione nidificatrice della Corea del Nord non supera i trenta esemplari, il che implica che debba esistere un'altra colonia, ancora non scoperta, forse situata nel nord-est della Cina, ad esempio nelle isole di Liaoning (vicine alla zona di nidificazione in Corea).
Si pensa che la causa principale del declino della popolazione sia la distruzione del suo habitat, più in particolare la «valorizzazione» dei bacini intercotidali per l'agricoltura, e più di recente l'acquacoltura e l'industrializzazione. La Guerra di Corea (1950-1953) ha dovuto avere anch'essa un impatto negativo sulla diffusione della specie, poiché gli uccelli smisero di nidificare in Corea del Sud in questo periodo. In Giappone, dove era comune vederla svernare, divenne molto rara proprio in quegli stessi anni, e ultimamente non c'è mai stato un inverno in cui si siano potuti osservare più di 5 uccelli.
Al giorno d'oggi, la specie è piuttosto ben protetta in Corea del nord, dove gli isolotti di nidificazione al largo delle coste sono stati dichiarati zona protetta e con restrizioni d'accesso. Nondimeno esistono ancora diversi pericoli, principalmente nelle zone in cui sverna. La domanda di terreni da affittare all'industria è grande soprattutto nel sito di Taiwan, e quelli in Vietnam sono stati convertiti in allevamenti di gamberetti nonostante siano stottoposti alla Convenzione di Ramsar. A Hong Kong, le strutture per la pesca e per i raccoglitori di molluschi impediscono spesso agli uccelli di nutrirsi durante la bassa marea. Per di più, con la continua espansione delle popolazioni umane in Estremo oriente, l'inquinamento probabilmente diverrà un problema importante.